# ویلیام دالریمپل (تاریخ‌نگار)
ویلیام همیلتون دالریمپل (انگلیسی: William Dalrymple؛ زاده ۲۰ مارس ۱۹۶۵) تاریخ‌نگار و نویسنده اسکاتلندی است.